# الوكالة الوطنية لسلامة السكك الحديدية

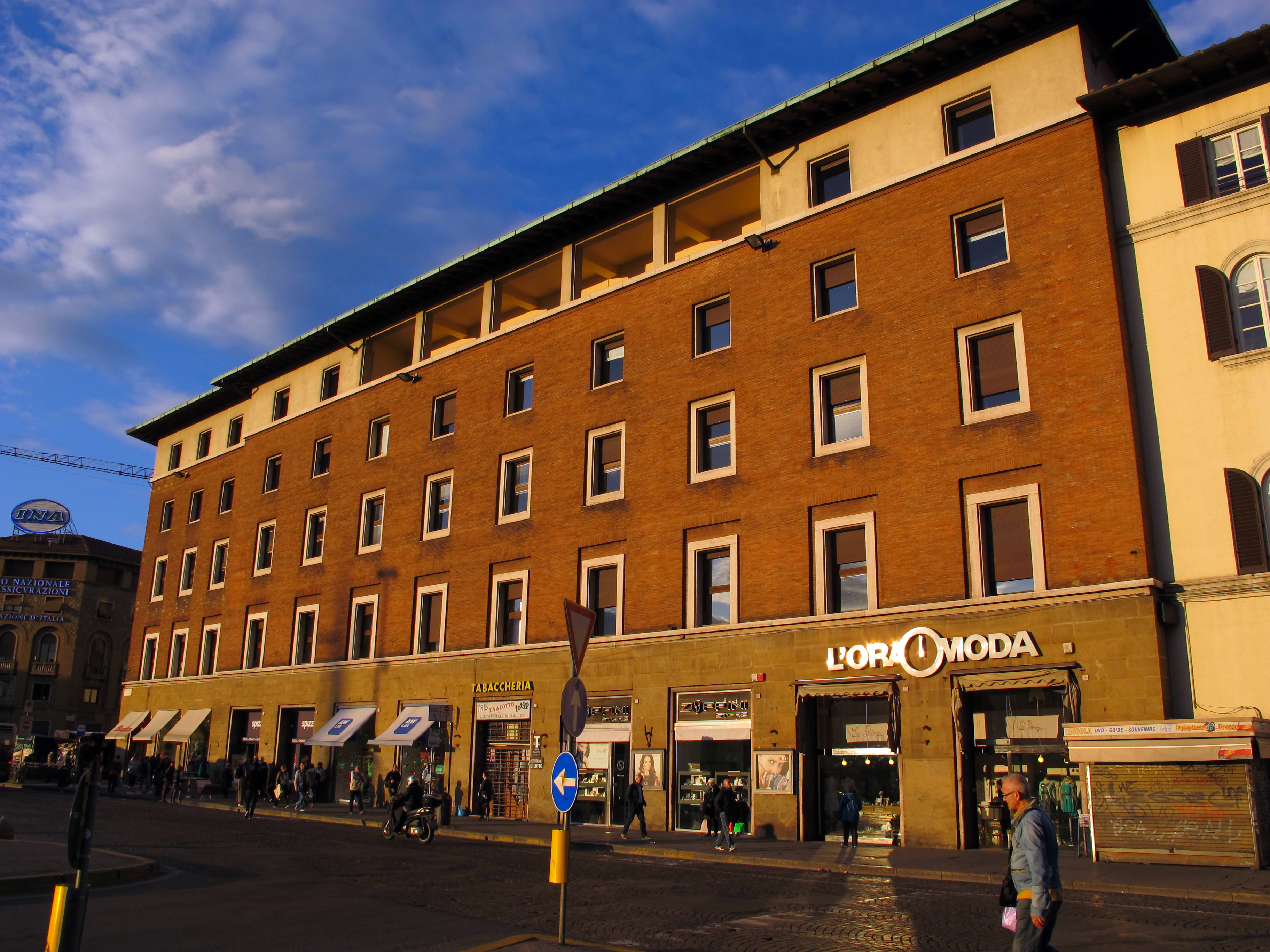
الوكالة الوطنية لسلامة السكك الحديدية.

الوكالة الوطنية لسلامة السكك الحديدية (بالإيطالية:Agenzia Nazionale per la Sicurezza delle Ferrovie) هي وكالة حكومة إيطاليا مهمتها الإشراف على سلامة نظام السكك الحديدية في البلاد. مكتبها الرئيسي في فلورنسا، ويقع مجمع محطة السكك الحديدية في فلورنسا سانتا ماريا نوفيلا.

## روابط خارجية
- الوكالة الوطنية لسلامة السكك الحديدية
- (بالإيطالية) الوكالة الوطنية لسلامة السكك الحديدية